# Oran Lee Raber
Oran Lee Raber ( 1893 - 1940 ) fue un botánico estadounidense.
Completó la primaria en Rome City, Indiana en 1905, entrando a la "Wolcottville High School" y finalizando en 1908. En 1909 ingresa a "Kendallville High School" y se gradúa en mayo de
1909. Inmediatamente entra a la Indiana University, obteniendo su B. A. en 1911 a sus dieciocho años, pero solo recibiéndolo en junio de 1912. El 28 de septiembre de 1917 se enlista en la Fuerza Aérea. En 1919 retorna a Harvard como "miembro Thayer"
y recibe el grado de Ph.D. en junio de 1920. Luego ingresa a la Universidad de Wisconsin como instructor en botánica. Entre 1921 y 1922 es designado becario para visitar Francia.

## Algunas publicaciones
- 1920. The effect of anions upon permeability. Ed. Harvard University
- 1936. Shipmast locust: a valuable undescribed variety of Robinia pseudoacacia. N.º 379 de Circular USDA. 8 pp.

### Libros
- 1921. Biographical sketches of the Samuel Olin family. Ed. Tracy & Kilgore. 130 pp.
- 1933. Principles of plant physiology. Ed. The Macmillan Co. 432 pp.
- 1937. Water utilization by trees, with special reference to the economic forest species of the north temperate zone. N.º 257 de Miscellaneous publication. Ed. USDA. 97 pp.

- La abreviatura «Raber» se emplea para indicar a Oran Lee Raber como autoridad en la descripción y clasificación científica de los vegetales.[1]

- «Oran Lee Raber». Índice Internacional de Nombres de las Plantas (IPNI). Real Jardín Botánico de Kew, Herbario de la Universidad de Harvard y Herbario nacional Australiano (eds.).
- Wikispecies tiene un artículo sobre Oran Lee Raber.

- Datos: Q6051782

1. ↑  Todos los géneros y especies descritos por este autor en IPNI.